# Albéric Schotte
Albéric Schotte (Briek Schotte), nascido a 7 de setembro de 1919 em Kanegem e falecido a 4 de abril de 2004 em Kortrijk, foi um ciclista belga.
Brik Schotte tinha como pseudónimo O homem de ferro. Profissional de 1940 a 1959, ganhou o Campeonato Mundial de Ciclismo em Estrada duas vezes, em 1948 e 1950.
Ao termo da sua carreira como ciclista, se converteu em director desportivo e dirigiu junto a Jean de Gribaldy várias equipas : Flandria, Sem-France Loire e Skil.
Briek Schotte faleceu a 4 de abril de 2004, desde esse dia, o Tour de Flandres rendeu-lhe homenagem emitindo uma mensagem num ecrã gigante no momento da passagem dos ciclistas por Kwaremont e um minuto de silêncio no pódio.

## Palmarés
| 1939 - Tour de l'Ouest 1941 - Campeonato de Flandres 1942 - Tour de Flandres 1945 - Nokere Koerse 1946 - Paris-Bruxelas - Paris-Tours - Tour de Luxemburgo, mais 2 etapas - 2º no Campeonato da Bélgica em Estrada 1947 - Paris-Tours - 1 etapa do Tour de France 1948 - Campeão Mundial de ciclismo em estrada - Tour de Flandres - 2º no Tour de France - 2º no Campeonato da Bélgica em Estrada - 1º no guardón Challenge Desgrange-Colombo | 1950 - Campeão Mundial de ciclismo em estrada - Gante-Wevelgem - 2º no Campeonato da Bélgica em Estrada 1952 - Paris-Bruxelas 1953 - Através de Flandres 1954 - Campeonato de Flandres 1955 - Gante-Wevelgem - Através de Flandres, mais 1 etapa - Scheldeprijs Vlaanderen |

## Resultados nas grandes voltas
| Carreira           | 1939 | 1940 | 1941 | 1942 | 1943 | 1944 | 1945 | 1946 | 1947 | 1948 | 1949 | 1950 | 1951 | 1952 | 1953 | 1954 | 1955 | 1956 | 1957 | 1958 | 1959 |
| ------------------ | ---- | ---- | ---- | ---- | ---- | ---- | ---- | ---- | ---- | ---- | ---- | ---- | ---- | ---- | ---- | ---- | ---- | ---- | ---- | ---- | ---- |
| Giro d'Italia      | -    | -    | -    | -    | -    | -    | -    | -    | -    | -    | -    | -    | Ab.  | -    | -    | -    | -    | -    | -    | -    | -    |
| Tour de France     | -    | -    | -    | -    | -    | -    | -    | -    | 13º  | 2º   | 33º  | 22º  | -    | -    | -    | -    | -    | -    | -    | -    | -    |
| Volta a Espanha    | -    | -    | -    | -    | -    | -    | -    | -    | -    | -    | -    | -    | -    | -    | -    | -    | -    | -    | -    | -    | -    |
| Mundial em Estrada | -    | -    | -    | -    | -    | -    | -    | -    | -    | 1º   | -    | 1º   | -    | -    | -    | -    | -    | -    | -    | -    | -    |